# Александър Иностранцев
Александър Александрович Иностранцев (на руски: Александр Александрович Иностранцев) е руски геолог, изследовател, член-кореспондент на Руската академия на науките.

## Произход, образование и академична кариера (1843 – 1869)
Роден е на 12 юли 1843 година (стар стил) в Санкт-Петербург, Руска империя. Завършва средно образование във 2-ра Санктпетербургска гимназия и постъпва във Физико-математическия факултет на Санктпетербургския университет. През първите години от следването си изучава химия, а в горните курсове са прехвърля и изучава геология и минералогия под ръководството на професорите Ернест Хофман и Александър Пузиревски. През 1867 г. се дипломира като геолог и на следващата година е назначен за куратор на Минераложкия музей към университета. През 1869 г. е назначен за приват-доцент в катедрата по геология и палеонтология, а през 1870 става ръководител на катедрата след смъртта на Хофман.

## Изследователска и научна дейност (1869 – 1919)
Едновременно с педагогическата си практика Иностранцев развива и активна експедиционна дейност. През 1869 – 1870 г. изследва река Онега (417 км) и района между Онежкото езеро и Бяло море, между 61 – 64º с.ш. През лятото на 1869 г. изследва цялото течение на Онега и установява, че левия ѝ приток река Икса извира от възвишението Ветрен пояс.
През летата на 1870, 1873 и 1874 извършва геоложки изследвания в Карелия между 62º 30` и 64º 30` с.ш., където открива Западнокарелското възвишение (дължина 270 км, 417 м). През 1875 извършва геоложки изследвания в Крим, през 1878 – в Донецкия каменовъглен басейн, през 1881 – в Орловска и Гродненска губернии, през 1890, 1891 и 1893 – в Кавказ, а през 1892 – в Урал. По време на полевите си изследвания събира голямо количество научни геоложки колекции, които красят различни руски музеи.
През 1871 е командирован за година и половина в чужбина, където усъвършенства подготовката си в западноевропейските геоложки и палеонтоложки музеи. След защитата на докторската си дисертация през 1873 е избран за екстраординарен, а от 1880 – за ординарен професор по геология и палеонтология в Санктпетербургския университет. Чете лекции по геология и минералогия в различни висши учебни заведения – Технологичния институт, Военномедицинската академия, университета в Санкт Петербург, Академията на Генералния щаб и Инженерната академия. Взима участие в издаването на трудовете на Руското дружество на естествоизпитателите от неговото основаване, а от 1877 г. е председател на отдела по геология и минералогия в дружеството. От 1888 г. е председател на Руското антропологично дружество, участва в множество международни геоложки конгреси и е почетен член на всички руски дружества на естествоизпитателите, на минераложки дружества и член-кореспондент на Филаделфийската академия на науките.
Освен чисто научните си изследвания Иностранцев съдейства за разрешаването на множество практически въпроси от областта на геологията: взема активно участие в работата на комисиите по отводняването и канализацията на Санкт Петербург, Москва и много други руски градове. Под негово ръководство или пряко участие са сортирани и класифицирани геоложките колекции донесени от експедициите на Николай Пржевалски, Григорий Потанин, Михаил Певцов и други.
Умира на 31 декември 1919 година в Петроград на 76-годишна възраст.

## Памет
Неговото име носят:
- залив Иностранцев (76°33′ с. ш. 65°51′ и. д. / 76.55° с. ш. 65.85° и. д.) на Баренцово море, на западното крайбрежие на Северния остров на Нова земя;
- ледник Иностранцев (76°27′ с. ш. 66°14′ и. д. / 76.45° с. ш. 66.233333° и. д.) на западното крайбрежие на Северния остров на Нова земя, вливащ се от югоизток в залива Иностранцев.

## По-важни трудове
- „Петрографический очерк острова Валамо“ („Труды I съезда естествоиспытателей и врачей“, 1867);
- „Геогностическе строение западных берегов Ладожского озера“ („Материалы для геологии России“, т. 2, 1869);
- „Геологический обзор местности между Белым морем и Онежским озером“ („Труды Санкт-Петербургского Общества Естествоиспытателей“, II, 1872);
- „Untersuchungen uber Kalksteinen und Dolomiten“ („Tscherm. Miner. Mitteil.“, т. I, 1872);
- „Геологические исследования на севере России“ („Труды Санкт-Петербургского Общества Естествоиспытателей“, III, 1872);
- „Плеченогие в древнем красном песчанике р. Ояти“ („Записки Минералогического Общества“, 1873);
- „Заметка об исследовании непрозрачных минералов“ („Известия Императорского Общества Любителей Естествознания“, т. XVI, вып. I, 1875);
- „Геологический очерк Повенецкого уезда и его рудных месторождений“ („Материалы для геологии России“, т. VII, 1877);
- „Ein neues ausserste Glied in d. Reiche d. amorphen Kohlenstoffe“ („N. Jahrb. fur Mineralodie“ и „Горный Журнал“, 1880);
- „Подразделение каменного века на периоды“ („Журнал Министерства Народного Просвещения“, 1880);
- „Доисторический человек побережья Ладожского озера“ (1882);
- „Sur la variabilite de la concentr. et de la compos. der sources minerales“ („Труды III Геологического конгресса“ и „Труды Общества Охраны Народного Здравия“, 1883);
- „Ueber eine Vergleischungskammer zur mikroscop. Untersuch.“ („N. Jahrbuch. fur Miner“, 1885);
- „Коренное месторождение платины на Урале“ („Труды Санкт-Петербургского Общества Естествоиспытателей“, XXII, 1893);
- „О форме выделений платины в коренной породе Урала“ и „Гнейс – фундамент для Санкт-Петербурга“ (там же, XXIII).